# Eigelstein (Köln)

Blick von der Eigelsteintorburg Richtung Norden zur Agneskirche (um 1901)

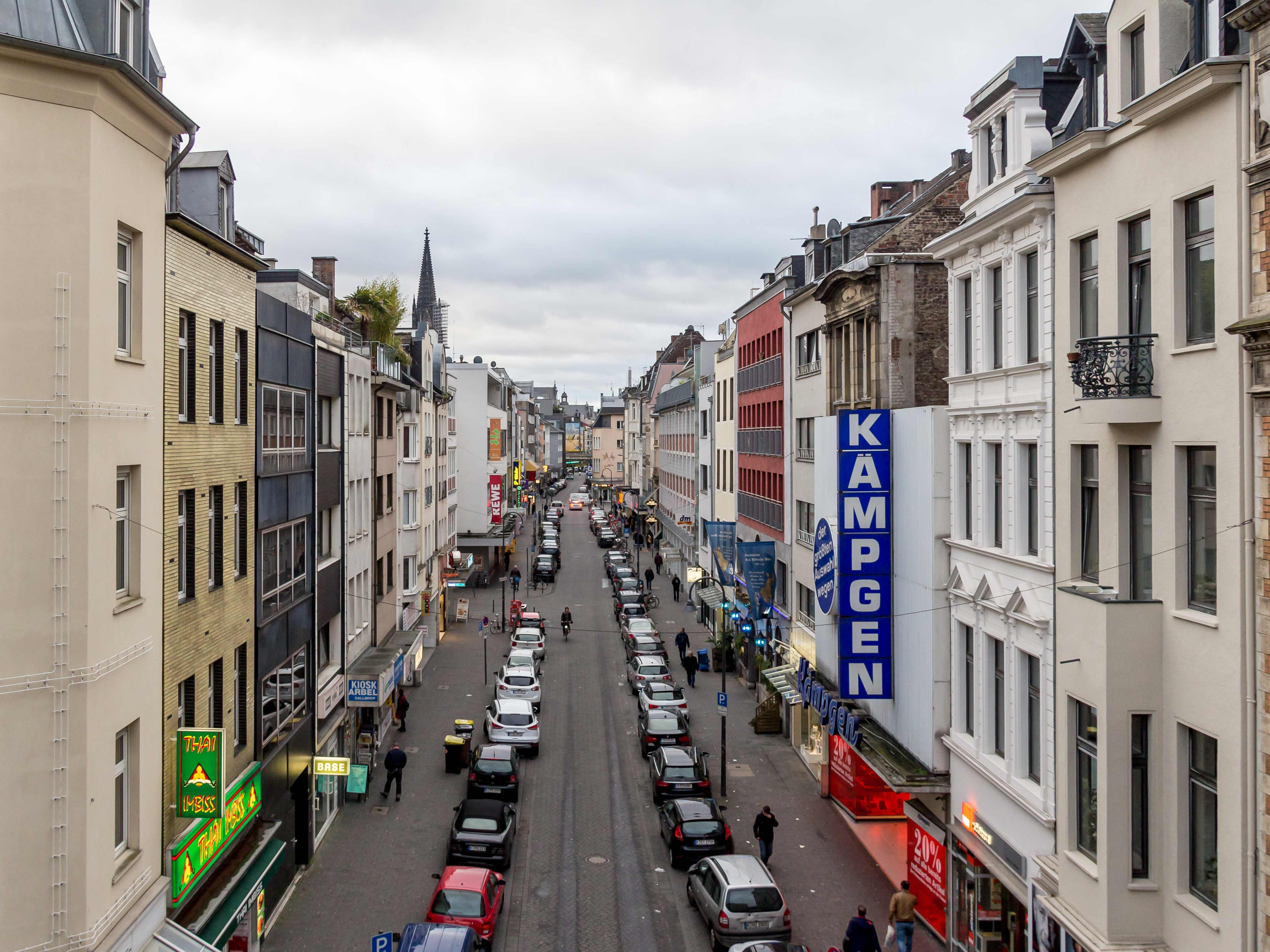
Eigelstein, Blick Richtung Süden ins Eigelstein-Viertel

Der Eigelstein ist eine bereits in der römischen Epoche der Stadt nachgewiesene Straße in der Kölner Altstadt-Nord, welche heute die zentrale Achse des nach ihr benannten Eigelstein-Viertels bildet; sie verläuft geradlinig in Süd-Nord-Richtung mit einer Länge von 568 Metern von der Turiner Straße über die Eigelsteintorburg bis zum Ebertplatz.

## Geschichte

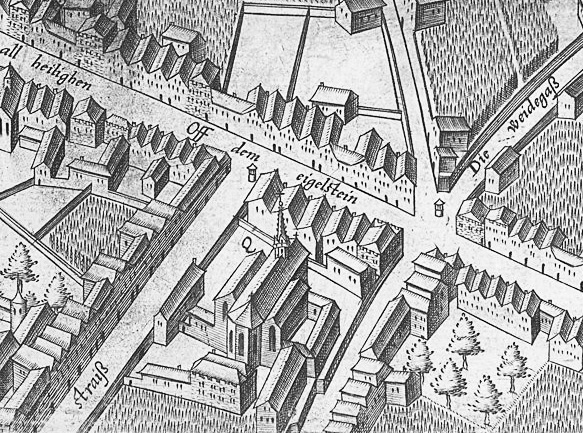
Eigelstein – „Off dem eigelstein“ in Höhe des Machabäer-Klosters in der Kölner Stadtansicht von 1570 des Arnold Mercator

Blick vom Eigelstein auf die Eigelsteintorburg (1879/80)

Der Eigelstein stellte als nördliche Verlängerung des städtischen Cardo maximus einen Teil der römischen Heerstraße (heute Bundesstraße 9) dar, die von Köln zum Legionslager nach Neuss führte. Hierüber marschierten die römischen Legionen bei ihren Verlegungen zwischen Köln und dem Niederrhein. Noch bis zum 17. Jahrhundert taucht der Name „platea aquilina“ (Adlersgasse) auf. Die französischen Besatzer verwendeten stattdessen die Bezeichnung rue de l’aigle (Adlerstraße). Trankgasse, Marzellenstraße, Eigelstein sowie im weiteren Verlauf die Neusser Straße markieren noch heute die gradlinige Trasse der römischen Limesstraße. Ein römisches Grabgelände säumte die Gegend um diese Heerstraße. In dieser Gegend waren wegen besonders reinem, diluvialen Sand in vorclaudischer Zeit (Mitte des ersten Jahrhunderts n. Chr.) die ältesten Glashütten der Stadt Köln angesiedelt. In den Häusern Eigelstein Nr. 14 und Nr. 35–39 wurden Überreste von 17 runden und rechteckigen Glasöfen nachgewiesen.
Die lange umstrittene Namensherkunft „Eigelstein“ scheint geklärt: Lange Zeit sollte der Name entweder vom lateinischen aquila (Adler), dem Wappentier der römischen Legionen, oder von rue de l’aigle, dem Straßennamen aus der französischen Besatzungszeit ab 1794 abstammen. Allerdings befanden sich seinerzeit an der Limesstraße Friedhöfe, auf deren Grabmälern häufig steinerne Pinienzapfen als Symbol der Unsterblichkeit angebracht waren: Diese sahen für die Kölner aus wie Eicheln, also nannte man sie „Eychelsteyne“. Der wenig urbane Charakter der Gegend wird noch 1655 bestätigt, als Rechtsfragen im Zusammenhang mit einem am Eigelstein gefangenen Hirsch auftauchten.

### Bauerbank
Die Ackerbauern Kölns wirtschafteten innerhalb der Stadt und schlossen sich in Bauerbänken („Boorbank“) – einer Art Bauernverband – zusammen. Die ersten Statuten der Bauernschaft vom Eigelstein stammen vom 30. September 1391. Diese Bauerbank war die größte und einflussreichste der fünf Kölner Bauerbänke. Die Verhandlungen des Bauerngeding („Burgeding“) fanden in den Torburgen statt, sie wurden von zwei Bauermeistern („Geburmeistere“) geleitet, der Eigelstein hatte 12 Bauermeister. Verhandlungsgegenstand waren insbesondere Feldfrevel, Nachbarstreit und die Einhaltung der Flurordnungen. Im Jahre 1442 führte hier Johann von Merrhem gegen die Bauernschaft einen Prozess wegen der „Viehdrift auf dem Eigelstein“. Die Eigelsteiner Bauerbank war noch bis nach 1740 tätig.

### Erbvogtei
Ein Kölner Gericht des Erbvogtes befand sich ebenfalls am Eigelstein. Es lag ursprünglich in Volkhoven, wurde jedoch wegen gegenseitiger Streitigkeiten zum Eigelstein verlegt. Der Hof der Erbvogtei war schon 1262 von dem Erbvogt Rütger (Rüdiger I von Heppendorf, Erbvogt von Köln; † 10. Januar 1268 im Kampf) angekauft worden. Seit 1292 gibt es die durch Bur(g)bannmeister wahrgenommene Bur(g)bann, die kleinere Vergehen auf dem Feld wie Schelten, Schlagen, Stehlen, Überbauen, Graben und Feldschaden zu ahnden hatte. Dem Gericht unterstand das Gebiet zwischen dem Gereonbezirk rheinwärts und umfasste Teile der Kunibertpfarre. Weiter unterstellt waren ihm die erbvogteilichen Bereiche des Hachtbezirkes. Den Vorsitz hatte ein vom Erbvogt eingesetzter Schultheiß. Am 24. März 1422 verlangten Johann von Esch und andere Kölner Bürger, dass der vom Schöffen des Eigelsteingerichts auf Esch gelegte Kummer wegen Ungesetzlichkeit abgestellt werde. Am 2. September 1436 belehnt der Kölner Erbvogt Gumprecht II. von Neuenahr den Werner Overstolz mit 24 Morgen Land, am 14. Februar 1458 verkauft Heinrich von Unkelbach dem Bierbrauer Thomas von der Linden gerichtlich einen halben Morgen Land vor dem Eigelsteintor. Erzbischof Ernst von Köln benannte im Jahre 1590 Appellationsrichter für das Gericht am Eigelstein. Vor dem Eigelsteingericht verkaufte Anna Maria Therlaens am 2. Mai 1679 insgesamt drei Morgen Gartenland (Mariengarten vor der Eigelsteinpforte). Das Vogteigericht unterstand seit 1689 dem Erzbischof.

### Schule, Kloster und Handwerk
Im Jahre 1450 hatte der Theologie-Professor Johannes von Kuyck die Burse „Bursa Cucaña“ („Bursa Kuck’“) am Eigelstein errichtet, aus der sich später das heutige Dreikönigsgymnasium entwickelte. Die Burse wurde 1550 wegen Baufälligkeit auf die Maximinenstraße in das Haus „zu den drei Kronen“ verlegt. Das Kloster St. Maria Magdalena zur Buße bestand von 1468 bis 1802 und nahm Huren aus der Umgebung auf. „Ließen diese Personen von ihrem liederlichen Leben ab, so wurden sie in das dazu bestimmte Kloster aufgenommen“; sie zettelten aber hier 1492 einen Aufstand – vermutlich wegen Zwangsarbeit – an.
Die Gegend um den „Eygelsteyn“ war im Mittelalter ein Handwerker- und Kleingewerbeviertel. Hierzu gehörte der Buchdrucker Heinrich von Neuss, der hier am 30. September 1508 die „Evangelienharmonie“ druckte: „Vnd is gedruckt worden tzo Coellen vp dem Eygelsteyn by den Ersamen burger Hinrich van Nuyß…“ Später präzisierte er die Adresse seines Druckhauses mit dem Hinweis „Haus zum Leopard“ („tzom Leubard“), das allerdings wahrscheinlich am Neumarkt lag (Kölner Alexianer). Im selben Jahr 1508 wurde den Inhabern von Tavernen, Herbergen und Garküchen auf dem Eigelstein und einigen anderen Straßen verboten, den Studenten Getränke zu verabreichen.

## Bauwerke

Gaststätte Brüsseler Hof (1840)

Gaststätte Em halve Mond (1880)

Ältestes Bauwerk ist die nach dem Eigelstein benannte Eigelsteintorburg, die ursprünglich „porta aquilina“ und später „porta eigilis“ hieß, im Mittelalter „Eygelsteynsportzen“ und ab 1812 „porte l’aigle“ genannt wurde. Sie wurde zwischen 1228 und 1260 als Teil der Kölner Stadtmauer errichtet, allerdings erst 1313 urkundlich erwähnt und wahrscheinlich 1424 weitgehend abgerissen. 1889 erfolgte ihre Renovierung und Ausbau. Seit Juni 1990 ist sie Heimat der Offenen Jazz Haus Schule. Unklar ist der Standort des am 17. Mai 1744 von Architekt Nikolaus Krakamp hier fertiggestellten „Marvorenhauses“. Bis 2015 wurde in Eigelstein Nr. 41–43 Kölsch gebraut, die verglaste Hausfront des Gebäudes der Privatbrauerei Gaffel Becker & Co ermöglichte einen Blick auf Teile der Brauanlage. Hier erwarb im Jahre 1170 Ezelin der Bruer („Ezelinus bruere“) – der erste namentlich genannte Bierbrauer Kölns – durch Grundbucheintragung im Bezirk Niederich als Käufer ein halbes Haus. 1822 eröffnete an derselben Adresse das Hotel „Brüsseler Hof“. Einflussreiche Bauern trafen sich im Brauhaus „Em halve Mond“ (Nr. 90; errichtet 1676), wo sie 1852 die „Carnevals-Gesellschaft Greesberger“ gründeten (die Greesbergstraße liegt heute nahe der Torburg). Unter Nr. 101 steht ein um 1890 errichtetes und seit 1. Juli 1980 unter Denkmalschutz stehendes Wohn- und Geschäftshaus. Das Wohnhaus Nr. 115 ist mit 2,56 Metern Breite und einer Länge von 30 Metern das schmalste Haus Kölns, 1997 für 1,1 Millionen DM errichtet. Es besitzt keine eigenen Seitenwände, sondern nutzt die Brandmauern der Nachbargebäude. Nr. 121 beherbergt das Brauhaus Em Kölsche Boor (Im kölschen Bauer), das seit September 1760 vom Bierbrauer Mathias Lölgen zunächst unter dem Namen „Zum Elephanten“ geführt wurde und seit 1907 den heutigen Namen trägt. Nr. 126 ist ein um 1890 erbautes Wohnhaus.

## Neuzeit

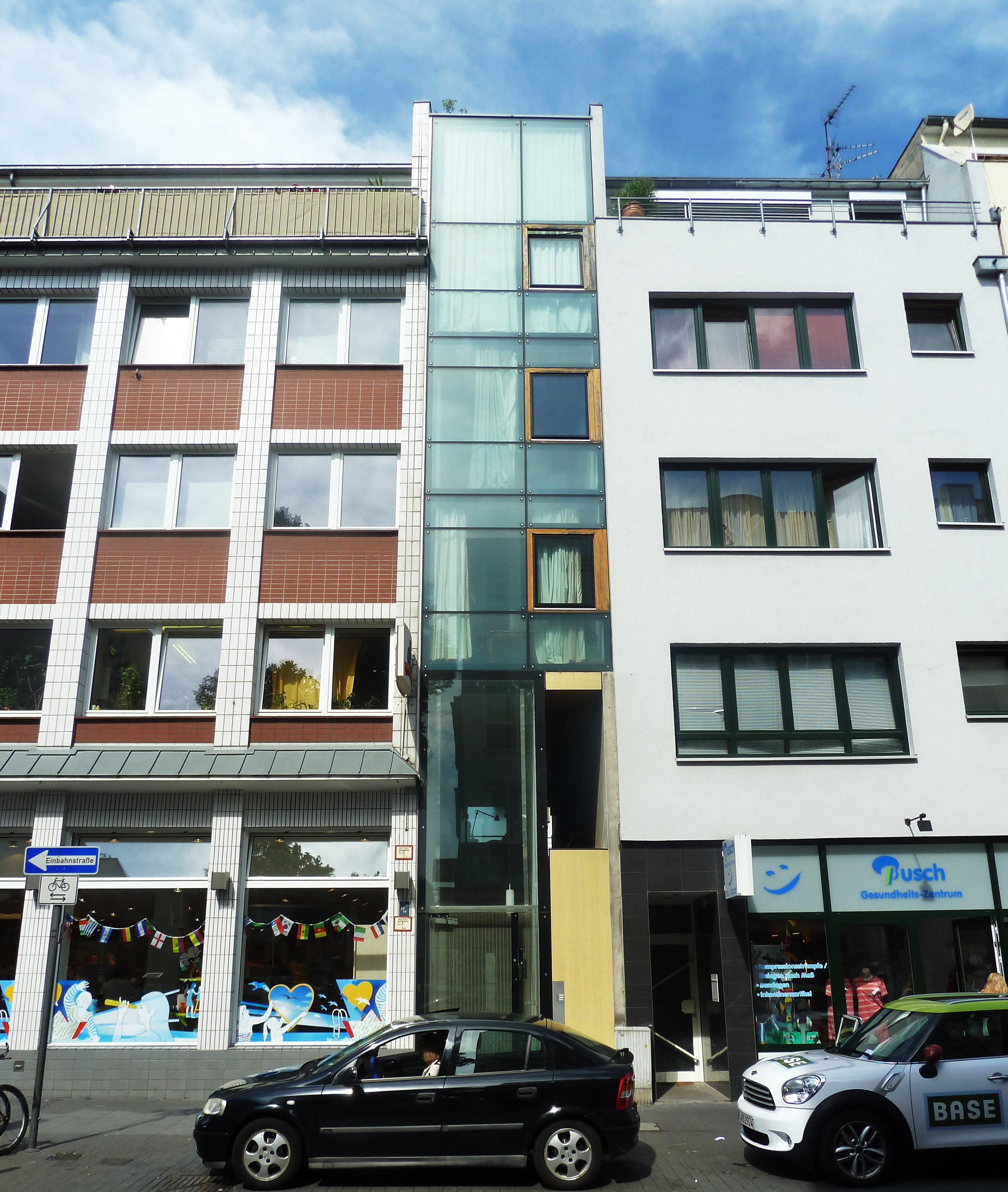
Eigelstein Nr. 115 – schmalstes Haus

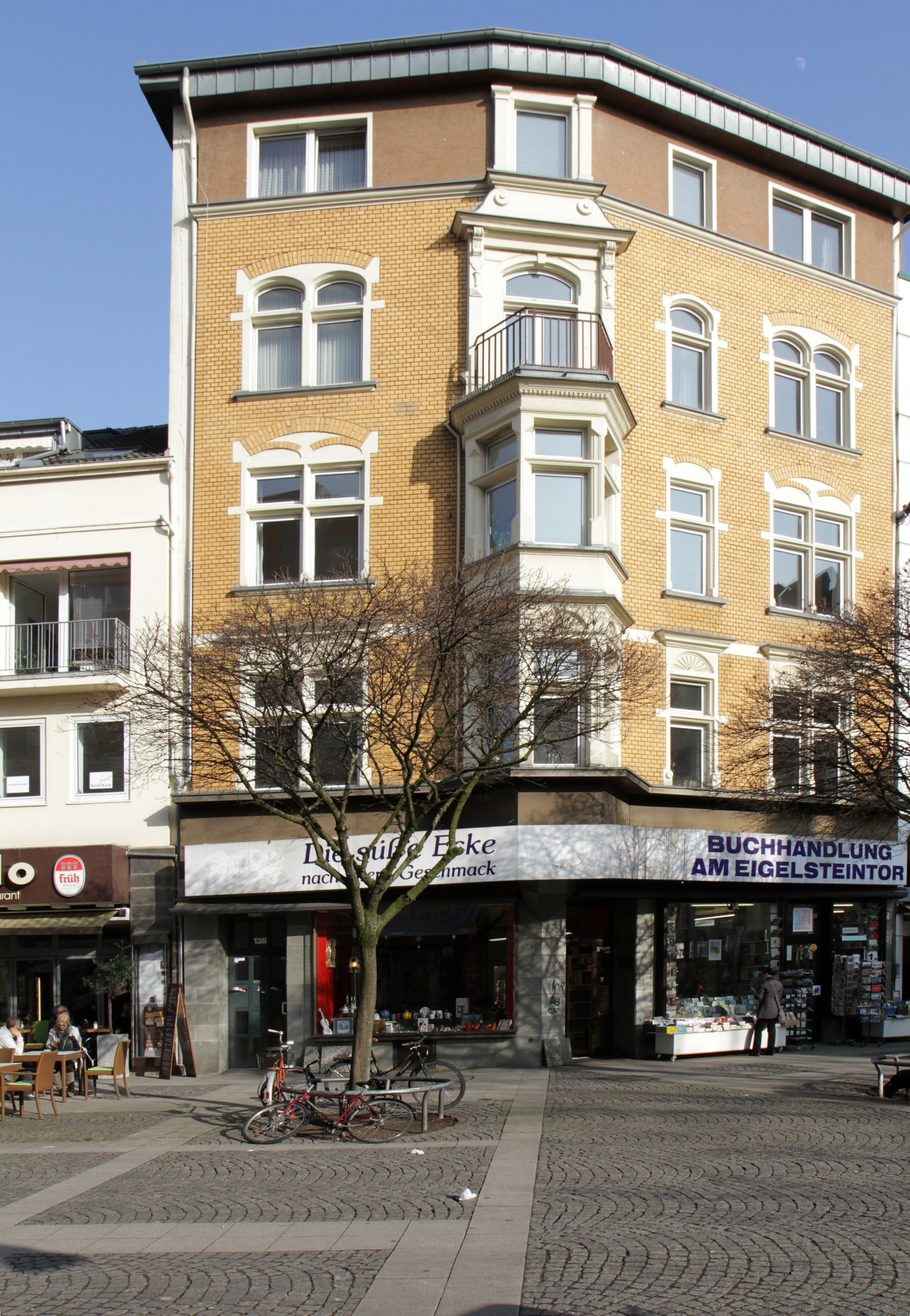
Eigelstein Nr. 126

Am 13. September 1804 zog Napoleon Bonaparte während der Franzosenzeit bei seinem Staatsbesuch mit Glockengeläut und Kanonendonner feierlich durch das Eigelsteintor ein, um vom Eigelstein über die Marzellenstraße, Hohe Straße und Schildergasse den Neumarkt zu erreichen. Er logierte am Neumarkt im Blankenheimer Hof.
Als der Rat der Stadt Köln am 9. Januar 1883 beschloss, die Gleisanlagen der Eisenbahn in der Stadt höher zu legen und auf Dämmen oder gemauerten Viadukten durch die Stadt zu führen, hatte dies Auswirkungen auch auf den Eigelstein. Die Eisenbahnführung vom/zum Kölner Hauptbahnhof besteht überwiegend aus Dammschüttung, lediglich die Strecke vom Eigelstein bis zum Hansaring wird auf Viadukten geführt. Um die vorgeschriebene Lichthöhe von 4,64 Metern für die Eigelstein-Unterführung zu erreichen, musste die Straße – die zu den höchstgelegenen der Stadt gehört – um rund zwei Meter gesenkt werden.
Dem Kölner Braukataster zufolge waren auf dem Eigelstein im Jahre 1838 insgesamt 18 Brauereien registriert. Ab 1359 ist das Brauhaus „Zur Mühle“ belegt, 1476 „Zum Bierbaum“, im Jahre 1690 führt die Brauereifamilie Wiedenfeld im Hause Nr. 51 die Wirtschaft „Zum Overstolz“ und 1798 ist „Zum Bensberg“ in Nr. 81 registriert. Die Gaffel-Brauerei hatte ihren Sitz in Nr. 41 seit dem 24. Mai 1908. In Nr. 51 wurde am 10. September 1919 das zunächst mit 640 Plätzen ausgestattete und 1958 auf 800 Sitze erweiterte Olympia-Kino eröffnet, das 1971 abgerissen wurde. Die Warenhauskette Tietz unterhielt ab 1929 am Eigelstein Nr. 81–83 eine Filiale mit 82 Beschäftigten, die kleinste der 17 großen Tietz-Filialen. Am 24. Februar 1933 wurden bei Auseinandersetzungen zwischen Kommunisten und Nationalsozialisten im Eigelstein-Viertel die SA-Leute Walter Spangenberg und Winand Winterberg erschossen.
Die Gaffel-Brauerei entschied im August 2014, dass die gesamte Bierproduktion vom Eigelstein aus Kapazitäts- und Produktivitätsgründen nach Porz-Gremberghoven verlagert wird; die Stadtplanung sieht für das freiwerdende Areal eine Wohnbebauung vor.

## Eigelstein-Viertel

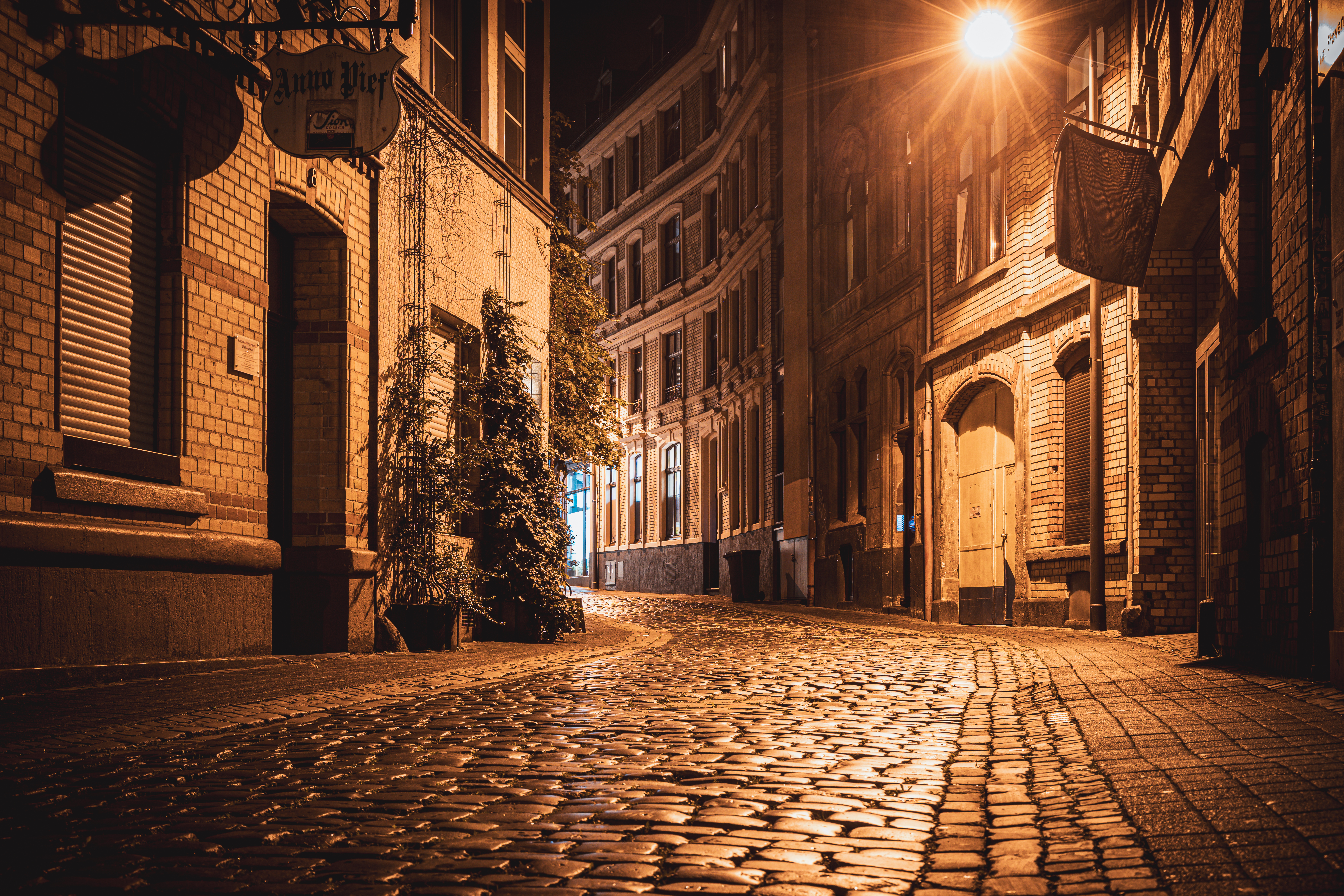
Im Stavenhof, bis 1972 eine berüchtigte Bordellstraße Kölns

Die unmittelbare Umgebung des Eigelsteins mit den in ihn einmündenden Seitenstraßen wird Eigelstein-Viertel (auf Kölsch Eijelsteinsveedel) genannt. Es gehört neben dem Severinsviertel zu den ursprünglichsten „Veedeln“ der Stadt Köln. Der Eigelstein beginnt im Norden am Ebertplatz, in den Eigelstein münden Greesbergstraße, Thürmchenswall und Gereonswall am Eigelsteintor, danach in südlicher Richtung Dagobertstraße, Im Stavenhof, Unter Krahnenbäumen, Weidengasse, Eintrachtstraße und Machabäerstraße. Die erste Kölner Stadtansicht von 1570 zeigte die in ihn einmündende Weidengasse („Weidejaß“; 594 m) noch als abgelegene Straße mit strohbedeckten Hütten, bewohnt von „Kappesburen“, Stadtsoldaten und Wäscherinnen. In der Weidengasse eröffnete 1974 ein anatolischer Gastarbeiter den ersten türkischen Gemüseladen Kölns, sie wird heute wegen der überwiegend türkischen Bevölkerung „Klein-Istanbul“ genannt. Der Stavenhof („Stüverhoff“; 214 m) ist benannt nach der zu den Patriziern gehörenden Bürgermeisterfamilie Stabe. Er war früher neben der Kleinen Brinkgasse und der Nächelsgasse eine der drei Kölner Bordellstraßen; in diesem Rotlichtviertel gingen zahlreiche Prostituierte ihren Geschäften nach, bis 1972 die gesamte Stadt zum Sperrbezirk erklärt wurde. Die Straße Unter Krahnenbäumen (312 m) wurde durch die Trassierung der Nord-Süd-Fahrt getrennt, ihr östlicher Teil gehört zum Kunibertsviertel. Sie hieß früher „Hinter Cranenbaumen“; der Cranenboym war ein mittelalterlicher Ausdruck für den Wacholderbusch, aber hier gab es auch einen Gutshof mit dem Namen „Zum Krainich“. In der vielbesungenen Straße waren Kölsche Originale wie „Orgels Palm“ und „Fressklötsch“ zuhause. Heinrich Böll setzte dem Viertel mit seinem Essay „Straßen wie diese“ ein Denkmal (Nachwort auf den Chargesheimer-Fotoband; September 1958). Willi Ostermann widmete ihr das kölsche Heimatlied „Kinddauf-Fess Unger Krahnebäume“ (1936), Toni Steingass besang „Dä Prinz vun Krahnebäume“ (1975), Wolfgang Niedecken brachte „Unger Krahnebäume“ (2004) heraus.
Durch Untertunnelung wurde die Turiner Straße/Ursulastraße (Nord-Süd-Fahrt) im Jahre 1972 unter den Eigelstein verlegt, so dass es – unter Einbeziehung des Eisenbahntunnels – an dieser Stelle des Eigelsteins eine Verkehrsführung auf drei Ebenen gibt. Das Eigelstein-Viertel wurde im April 1989 zum Sanierungsgebiet erklärt, die Sanierung wurde am 4. Juli 2012 beendet. Nördliche Verlängerung des Eigelsteins ist die Neusser Straße, südliche die Marzellenstraße.
Im Eigelstein-Viertel gibt es seit 1976 das älteste Straßenfest Kölns, das damit auch eines der ältesten Straßenfeste Deutschlands ist.

## Sonstiges
Der Bahnradsportler Jean Schorn – mehrfacher Deutscher Meister – lebte in Unter Krahnenbäumen, der Radrennfahrer Toni Merkens (Weltmeister und Olympiasieger) wohnte im Stavenhof. „Rund am Eigelstein“ ist ein seit 1977 stattfindendes Radrennen mit einem zwei Kilometer langen Rundkurs um das Eigelstein-Viertel. Die „Eigelstein Musikproduktion GmbH“ wurde 1979 von Wolfgang Hamm gegründet und brachte unter anderem die BAP-Alben Wolfgang Niedecken’s BAP rockt andere kölsche Leeder (1979) und Affjetaut (1980) heraus. De Räuber veröffentlichten 1994 das Karnevalslied Am Eigelstein is Musik.
„Eigelstein“ ist auch der Name einer Kette von Kölschbierkneipen der W&W EigelStein GmbH im Medienhafen Düsseldorf (eröffnet im Juni 2005), Münster (Oktober 2009) und Essen-Rüttenscheid (2011).
Das Eigelstein-Viertel ist ein wichtiger Handlungsort in dem Thriller Bitter Lemon (2010) von Wolfgang Kaes.